# Chthonos pectorosa
Chthonos pectorosa är en spindelart som först beskrevs av O. Pickard-Cambridge 1882.  Chthonos pectorosa ingår i släktet Chthonos och familjen strålspindlar. Inga underarter finns listade i Catalogue of Life.